# Nils Brun
Nils Brun (14 giugno 2000) è un ciclista su strada e mountain biker svizzero che corre per il MYVELO Pro Cycling Team. È professionista dal 2022.

## Palmarès

### Strada
- 2022 (Tudor Pro Cycling Team, una vittoria)

Campionati svizzeri, Prova in linea Under-23

#### Altri successi
- 2022 (Swiss Racing Academy)

Grand Prix Mobiliar

### Mountain bike
- 2017 (Juniores)

Alterbiketours Tours Sparti Peter and Pauls, Cross country Junior (Sparta)
Sparti Peter and Pauls, Cross country Junior (Sparta)

## Piazzamenti

### Classiche monumento
- Giro di Lombardia

2023: 109º

### Competizioni mondiali
- Campionati del mondo su strada

Wollongong 2022 - In linea Under-23: 39º
- Campionati del mondo di mountain bike

Lenzerheide 2018 - Cross country Junior: 27º

### Competizioni europee
- Campionati europei su strada

Trento 2021 - In linea Under-23: 40º
Anadia 2022 - Cronometro Under-23: 16º
Anadia 2022 - In linea Under-23: 54º
Limburgo 2024 - In linea Elite: ritirato
- Campionati europei di mountain bike

Graz 2018 - Cross country Junior: 29º